# Trzecie Oko
Trzecie Oko (z podtytułem Biuletyn Psychotronika) – miesięcznik wydawany przez Warszawski Oddział Polskiego Towarzystwa Psychotronicznego w latach 1984-1989, który zajmował się antropozofią, psychotroniką i radiestezją. Zamieszczał głównie teksty polskich autorów oraz przedruki z prasy zagranicznej.
Redaktorem naczelnym czasopisma był Marek Godlewski. Od 1988 roku zastąpiła go Monika Krupiel. Do rady redakcyjnej należeli: Lech Emfazy Stefański, Jacek Papiewski, doc. dr Tadeusz Bogumił, dr Joanna Burska, dr Jerzy Rejmer, dr Michał Urbański, doc. dr hab. Roman Bugaj.